# Coussarea brevipedunculata
Coussarea brevipedunculata är en måreväxtart som beskrevs av Charlotte M. Taylor. Coussarea brevipedunculata ingår i släktet Coussarea och familjen måreväxter.
Artens utbredningsområde är Panamá. Inga underarter finns listade i Catalogue of Life.